# Луи Дагер
Луи Жак Манде Дагер (на френски: Louis Jacques Mandé Daguerre) е френски художник и декоратор, един от създателите на фотографията.

## Биография
Той е роден през 1787 година в село Кормей ан Паризи. Дагер, използвайки опитите на Жозеф Нисефор Ниепс, разработва през 1839 г. първия практически осъществим фотографски метод (наречен дагеротипия), в който светлочувствителният материал е сребърен йодид. На 2 януари 1839 г. прави първата снимка на Луната.
На 35 години създава така наречената диорама – фантастична поредица от панорамна живопис, изложена със специални светлинни ефекти. Докато се занимава с нея, започва да мисли и за разработване на механизъм за автоматично възпроизвеждане на изгледи без помощта на четки и боя.
Първите му опити да създаде такъв апарат са безуспешни. През 1827 г. се запознава с Жозеф Нисефор Ниепс, който също се опитва да изобрети фотографски процес. Две години по-късно двамата стават съдружници. През 1833 г. Нисефор Ниепс умира, а Дагер продължава работата по проекта. През 1837 г. той вече е успял да разработи практичен метод за фотографиране, наречен на негово име дагеротипия.
В 1839 г. Дагер го показва публично, без да го патентова, а за награда френското правителство отпуска пожизнена пенсия и на него, и на сина на Нисефор Ниепс. Оповестяването на изобретението предизвиква голяма сензация. Дагер става герой на деня и е обсипван с почести, а дагеротипията бързо намира широко приложение. Скоро след това той престава да работи.

## Дагеротипи и картини на Луи Дагер
- Руините на параклиса Холируд, ок. 1824, масло.
- Ефектът на мъглата и снега върху руините на готическа колонада, ок. 1826, масло.
- Нотр Дам, дагеротип, 1838.
- Храмовият булевард в Париж, дагеротип, 1839.